# Dunleith

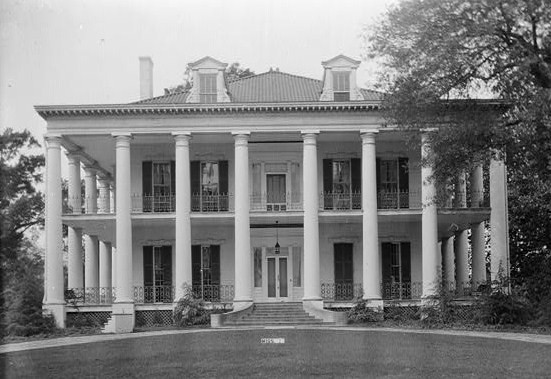

Dunleith är en herrgård på den östra sidan av Mississippifloden i Natchez, Mississippi vid gränsen till Louisiana. Den är uppförd på National Register of Historic Places och är ett National Historic Landmark, som den enda kvarvarande herrgården i nyantik stil i staten Mississippi.
På platsen stod ursprungligen en herrgård kallad Routhland uppförd i slutet av 1700-talet. Charles Dahlgrens hustru Mary Routh Dahlgren ärvde egendomen efter sina föräldrar men den brann ner 1855. Dahlgren lät 1856 uppföra den nuvarande herrgården vilken såldes efter hustruns död 1859. Den nye ägaren började kalla herrgården Dunleith. Den förblev privatbostad under olika ägare till 1999. Idag är den ett hotell under namnet Dunleith Historic Inn.